# Договор о ликвидации ракет средней и меньшей дальности

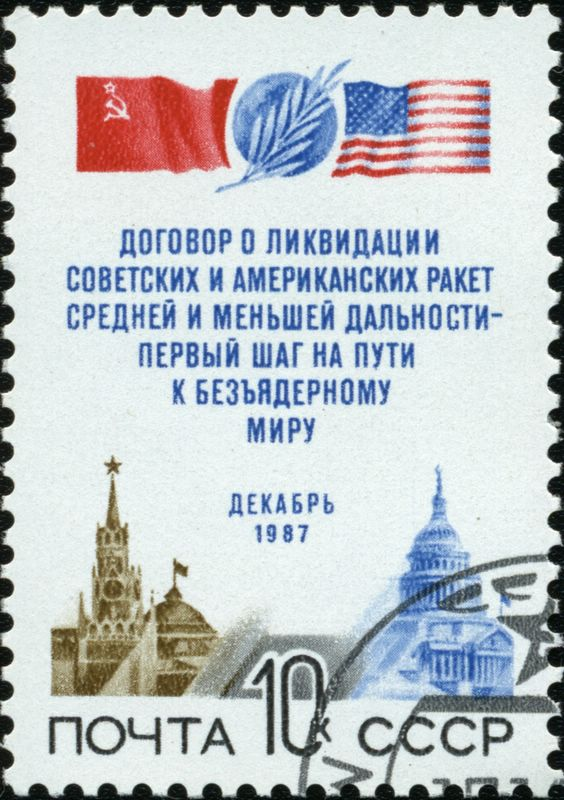
Марка СССР, Договор между СССР и США о ликвидации ракет средней и меньшей дальности, декабрь 1987 года

Договор о ликвидации ракет средней и меньшей дальности (ДРСМД, РСМД) — договор между США и СССР, подписанный Рональдом Рейганом и Михаилом Горбачёвым 8 декабря 1987 года в ходе советско-американской встречи на высшем уровне в Вашингтоне.
Договор вступил в силу 1 июня 1988 года. Договор впервые в истории позволил ликвидировать целый класс вооружений: стороны обязались уничтожить все комплексы баллистических и крылатых ракет наземного базирования средней (1000—5500 км) и меньшей (от 500 до 1000 км) дальности, а также не производить, не испытывать и не развёртывать такие ракеты в будущем. В соответствии с Договором стороны в течение трёх лет должны были уничтожить все пусковые установки и ракеты наземного базирования с радиусом действия от 500 до 5000 километров, включая ракеты как на европейской, так и на азиатской территории СССР. Договор предусматривал процедуры проверки инспекторами, которым надлежало следить за уничтожением ракет противоположной стороны.
До подписания Договора в США баллистические ракеты подразделялись на межконтинентальные (свыше 5000 км), средней (от 500 до 5000 км) и малой (от 150 до 500 км) дальности. В СССР до середины 1980-х выделялись и оперативно-тактические ракеты (от 1 до 500 километров). В США тактические (оперативно-тактические) ракеты имели дальность полёта от 1 до 150 километров. В 1987 году, с подписанием Договора, была окончательно установлена новая классификация. Применительно к периоду до середины 1980-х годов в исторических работах правомерно использование обеих классификаций.
Согласно ст. 3 Договора, уничтожению подлежали:
- ракеты средней дальности
  - США — «Першинг-2» и «BGM-109G» (крылатая ракета Tomahawk наземного базирования);
  - СССР — РСД-10 «Пионер», «Р-12», «Р-14» (по классификации НАТО, «SS-20», «SS-4» и «SS-5» соответственно) и крылатые ракеты наземного базирования РК-55 (по классификации НАТО — SSC-X-4 «Slingshot»);
- ракеты малой дальности
  - США — «Першинг-1А»;
  - СССР — «ОТР-22 „Темп-С“» и ОТР-23 «Ока» («SS-12» и «SS-23»).

К июню 1991 года Договор был выполнен:  США уничтожил 846 ракетных комплексов; СССР — 1846 комплексов (из них около половины — произведённые ракеты, не находившиеся на боевом дежурстве).
20 октября 2018 года президент США Дональд Трамп объявил о намерении выйти из Договора о РСМД, по его словам — из-за «несоблюдения его условий российской стороной» и «разработки этого оружия Китаем» (который этим договором не связан). 1 февраля 2019 года США приостановили действие договора; на следующий день Россия в ответ также приостановила действие договора. 2 августа 2019 года Договор окончательно прекратил свое действие.

## Предыстория
В середине 1970-х годов сначала в США, а затем в СССР были созданы системы лазерного, инфракрасного и телевизионного наведения ракет на цели. Это позволило достичь большой точности их попадания в цели (по разным оценкам — до 30 метров). Эксперты заговорили о возможности нанесения нового типа ядерного удара — обезглавливающего или ослепляющего, который позволял бы уничтожить руководство противоположной стороны до того, как будет принято решение о приведении в действие механизма ответно-встречного удара. Это возродило представления о возможности победы в «ограниченной ядерной войне» благодаря выигрышу в подлётном времени.
17 августа 1973 года министр обороны США Джеймс Шлезингер обнародовал концепцию обезглавливающего удара как новую основу ядерной политики США. Для её воплощения в жизнь предполагалось достижение выигрыша в подлётном времени. Приоритет в развитии средств ядерного сдерживания смещался со стратегической триады на средства средней и меньшей дальности. В 1974 году этот подход был закреплён в основополагающих документах по ядерной стратегии США.
В целях реализации доктрины США приступили к модификации размещённой в Западной Европе системы передового базирования (Forward Based System). В рамках этого проекта повысилось американо-британское взаимодействие по модификации баллистических ракет на подводных лодках и ракет средней дальности. В 1974 году Великобритания и Франция подписали Оттавскую декларацию, согласно которой обязались развивать общую систему обороны, включая ядерную сферу. В СССР эти действия были восприняты как отказ Франции от концепции «независимой обороны» и частичный пересмотр политики голлизма.
Эти действия вызвали тревогу в СССР. В 1976 году министром обороны СССР стал Дмитрий Устинов, который склонялся к жёсткому ответу на действия США. Основой модифицированной ядерной стратегии СССР стало наращивание парка тяжёлых МБР с РГЧ ИН и, одновременно, прикрытие европейского стратегического направления. В 1977 году СССР приступил к развёртыванию на западных границах ракет средней дальности РСД-10 «Пионер» (SS-20). Всего было развёрнуто около 300 ракет подобного класса, каждая из которых была оснащена тремя боевыми блоками индивидуального наведения на цели. Это позволяло СССР в считанные минуты уничтожить военную инфраструктуру НАТО в Западной Европе — центры управления, командные пункты и, особенно, порты (последнее в случае войны делало невозможным высадку американских войск в Западной Европе). На фоне тотального превосходства СССР в обычных вооружениях это давало Организации Варшавского договора полное военное превосходство на Европейском ТВД.
12 декабря 1979 года Совет НАТО принял «двойное решение», предусматривавшее размещение к 1983 году в Европе 572 ракет «Першинг-2» (Pershing-2). Малое подлётное время ракет «Першинг-2» (6—8 минут) давало США возможность нанести первый удар по командным пунктам и пусковым установкам советских МБР (при этом размещаемые ядерные ракеты не учитывались в существовавших на то время советско-американских соглашениях об ограничении стратегических вооружений). Одновременно страны НАТО договорились начать переговоры с СССР, чтобы к 1983 году решить проблему советских евроракет.

## Переговоры
Администрация Джимми Картера колебалась, следует ли размещать в Европе «евроракеты». В октябре 1980 года начались переговоры об ограничении ядерных вооружений в Европе. Однако в ноябре того же года на президентских выборах в США победил республиканец Рональд Рейган, который придерживался более жёсткого подхода. В 1981 году его администрация предложила «нулевой вариант» — США не размещают в Европе ракеты средней и меньшей дальности и крылатые ракеты, а СССР ликвидирует свои ракеты РСД-10 «Пионер». Однако СССР от такого подхода отказался. Во-первых, американских ракет в Европе не было, и советское руководство считало ликвидацию «Пионеров» в обмен на «пустоту» неравноценным обменом. Во-вторых, американский подход не учитывал РСМД Великобритании и Франции, которые тоже представляли угрозу СССР. В противовес предложениям Рейгана, Леонид Брежнев в 1981 году выдвинул программу «абсолютного нуля», подразумевавшую, что в ответ на вывод РСД-10 США должны не только отказаться от размещения РСД «Першинг-2», но также вывести из Европы тактическое ядерное оружие, ликвидировать систему передового базирования и добиться ликвидации британских и французских РСД. США не приняли предложение, ссылаясь на превосходство СССР и Варшавского договора в обычных вооружённых силах.
В 1982 году советская сторона выступила с новыми предложениями. Советский Союз объявил временный мораторий на развёртывание РСД-10 «Пионер» до подписания всеобъемлющего соглашения. Кроме того, в 1982 году СССР предложил сократить количество РСД-10 «Пионер» до аналогичного числа французских и британских ракет средней и меньшей дальности. Но это предложение не вызвало понимания у стран НАТО: Франция и Великобритания объявили свои ядерные арсеналы «независимыми» и заявили, что проблема размещения американских РСМД в Западной Европе — это вопрос советско-американских отношений.
Ситуация изменилась в 1983 году. После смерти Брежнева 10 ноября 1982 года к власти в СССР пришёл Юрий Андропов — сторонник жёсткого ответа на действия США. Одновременно в марте 1983 года администрация Рейгана заявила о начале реализации программы Стратегической оборонной инициативы (СОИ) — полномасштабной системы космического базирования, предназначенной для перехвата советских МБР на разгонном участке траектории полёта. В этой связи Генеральный штаб Вооружённых сил СССР подготовил серию аналитических записок, в которых делался вывод, что связка «евроракеты — СОИ» представляет угрозу безопасности СССР: сначала противник нанесёт обезглавливающий удар евроракетами, за которым последует контрсиловой удар с использованием МБР с РГЧ ИН, после чего он сможет перехватить средствами СОИ ослабленный удар советских стратегических ядерных сил. Поэтому в августе 1983 года Андропов заявил, что СССР будет вести переговоры по РСМД только в пакете с переговорами по космическим вооружениям (то есть СОИ). Одновременно СССР взял на себя односторонние обязательства не испытывать противоспутниковое оружие.
Но США отказались вести «пакетные переговоры». В сентябре 1983 года американцы начали развёртывание своих ракет на территории Великобритании, Италии, Бельгии и Нидерландов. 22 ноября 1983 года бундестаг проголосовал за размещение ракет «Першинг-2» на территории ФРГ. Эти действия вызвали резко негативную реакцию в СССР. 24 ноября 1983 года Андропов выступил со специальным заявлением, в котором говорилось о нарастающей опасности ядерной войны в Европе, выходе СССР из Женевских переговоров по евроракетам и принятии ответных мер — размещении ОТР-23 «Ока» («SS-23») на территории ГДР и Чехословакии. Имея радиус действия до 450 км, они теоретически могли простреливать всю территорию ФРГ, то есть нанести превентивный разоруживающий удар по местам дислокации «Першингов». Одновременно СССР выдвинул свои атомные подводные лодки ближе к побережью США.
Попытка возобновить контакты между сторонами начались сразу после смерти Юрия Андропова, произошедшей 9 февраля 1984 года. На его похоронах 14 февраля присутствовали премьер-министр Великобритании Маргарет Тэтчер и вице-президент США Джордж Буш-старший. Они предложили возобновить переговоры по евроракетам при условии, что СССР «разблокирует пакет». В советском руководстве, однако, не было единства. Новый генеральный секретарь ЦК КПСС Константин Черненко выступал за переговоры со странами НАТО, но министр обороны Дмитрий Устинов (который стал фактически вторым человеком в Политбюро ЦК КПСС) категорически отказывался разблокировать пакет. 29 июня 1984 года СССР предложил возобновить переговоры по «евроракетам» на пакетных условиях. Однако США (как и предполагалось) не согласились с этой позицией. Поскольку СССР продолжал начатое при Андропове развёртывание ОТР-23 «Ока» в Чехословакии и ГДР, США заявили летом 1984 года, что намерены развернуть в Европе оперативно-тактические ракеты «Lance» с нейтронными боеголовками.
В декабре 1984 года Великобританию посетила советская делегация во главе с Михаилом Горбачёвым. Но, несмотря на тёплый приём, Тэтчер категорически отказалась вести «пакетные» переговоры. Ситуация изменилась после смерти Дмитрия Устинова 20 декабря 1984 года — в советском руководстве возобладала компромиссная линия. 7 февраля 1985 года на встрече с госсекретарём США Дж. Шульцем в Женеве министр иностранных дел СССР Андрей Громыко согласился вести переговоры по евроракетам отдельно от переговоров по космическим вооружениям. После избрания Горбачёва генеральным секретарём ЦК КПСС 10 марта 1985 года переговоры возобновились.
Позиция СССР на переговорах стала мягче. Летом 1985 года Горбачёв ввёл мораторий на развёртывание ОТР-23 «Ока» в Чехословакии и ГДР. Попытку достичь соглашения Горбачёв и Рейган предприняли на переговорах в Женеве в ноябре 1985 года. Она завершилась неудачей: США отказывались вывести ракеты средней дальности из Европы, а СССР был близок к повторной блокировке пакета. Но в январе 1986 года Горбачёв провозгласил программу поэтапной ликвидации ядерного оружия во всём мире и пошёл на ряд серьёзных уступок. На встрече Горбачёва и Рейгана в Рейкьявике СССР согласился «разблокировать пакет» — вести переговоры по РСД отдельно от СОИ.
Осенью 1986 года СССР предложил вариант вывоза ракет средней дальности: СССР отводит РСД-10 за Урал, а США вывозят «Першинг-2» и крылатые ракеты наземного базирования в Северную Америку. Рейган согласился принять этот вариант. Однако 24 декабря 1986 года против него в категорической форме выступила Япония: в Токио опасались, что СССР перенацелит РСД-10 на них. 1 января 1987 года против этого варианта выступил и Китай, где также опасались того, что могут стать целью РСД-10. В итоге, когда в феврале 1987 года СССР предложил проект «двойного нуля», США, учитывая интересы Японии, отказались принять его.

## Итог переговоров
Достичь компромисса удалось на переговорах министра иностранных дел СССР Эдуарда Шеварднадзе в Вашингтоне в сентябре 1987 года.
СССР согласился разработать единую классификацию по РСМД и включить в будущий договор ОТР-23 «Ока» («SS-23»), хотя они не попадали под определение РСМД. США, в свою очередь, обещали и уничтожить крылатые ракеты наземного базирования «Tomahawk», и отказаться от развёртывания в Центральной Европе ОТР «Lance-2» с нейтронными боезарядами.
8 декабря 1987 года был подписан Вашингтонский договор, по условиям которого стороны согласились уничтожить все РСМД как класс.

## Выполнение Договора
К июню 1991 года Договор был выполнен: США уничтожил 846  ракетных комплексов; СССР — 1846 комплексов (из них около половины — произведённые ракеты, не находившиеся на боевом дежурстве).

### Исполнение Договора

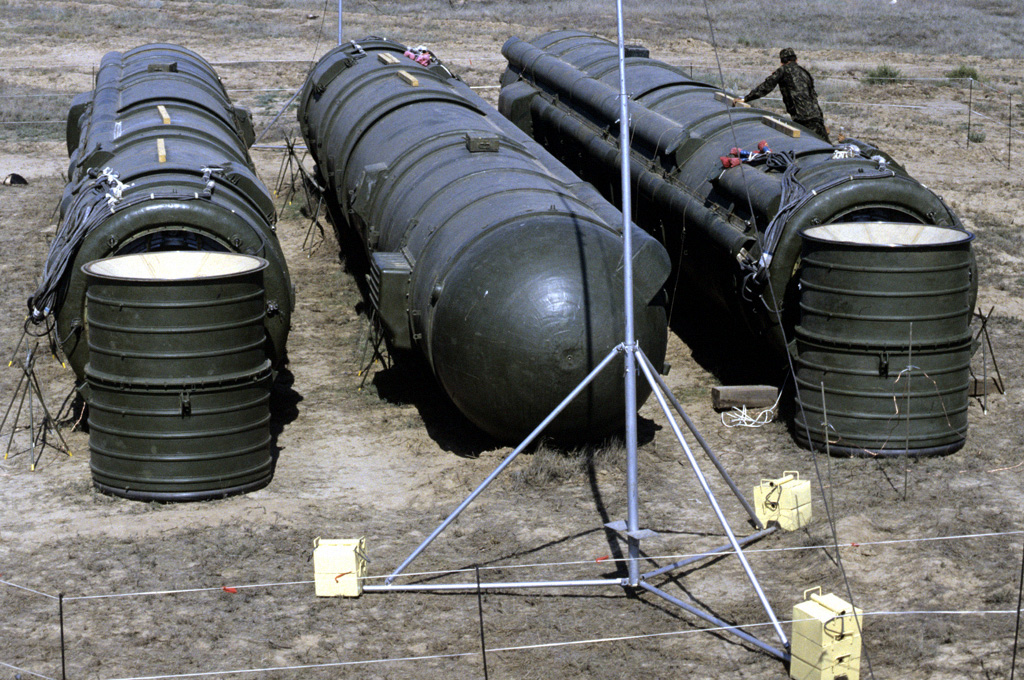
Связка из трёх ракет РСД-10, подготовленных к уничтожению, полигон Капустин Яр, Астраханская область, 1 августа 1988 года
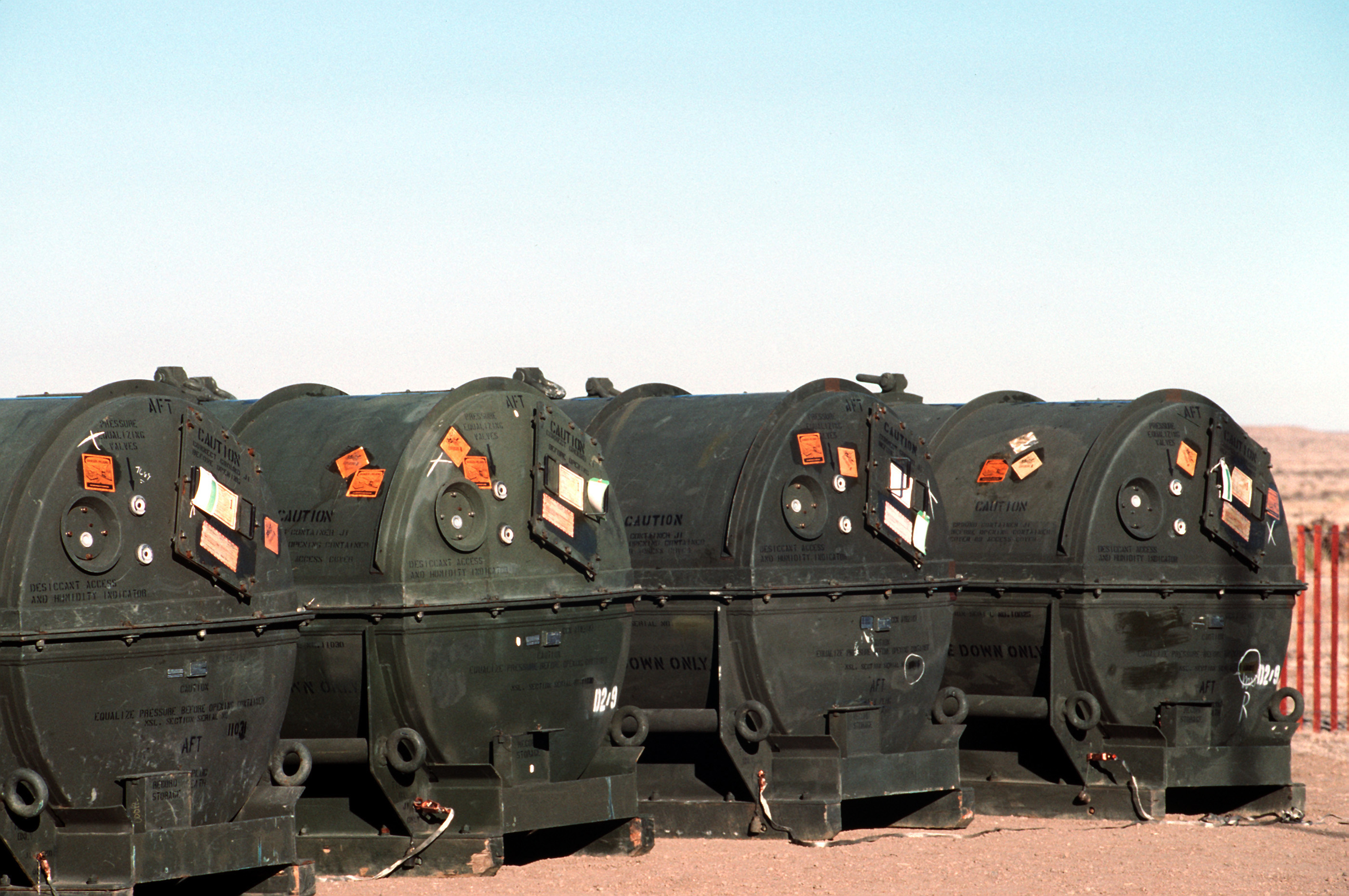
Ракеты «Першинг-2» для уничтожения, январь 1989
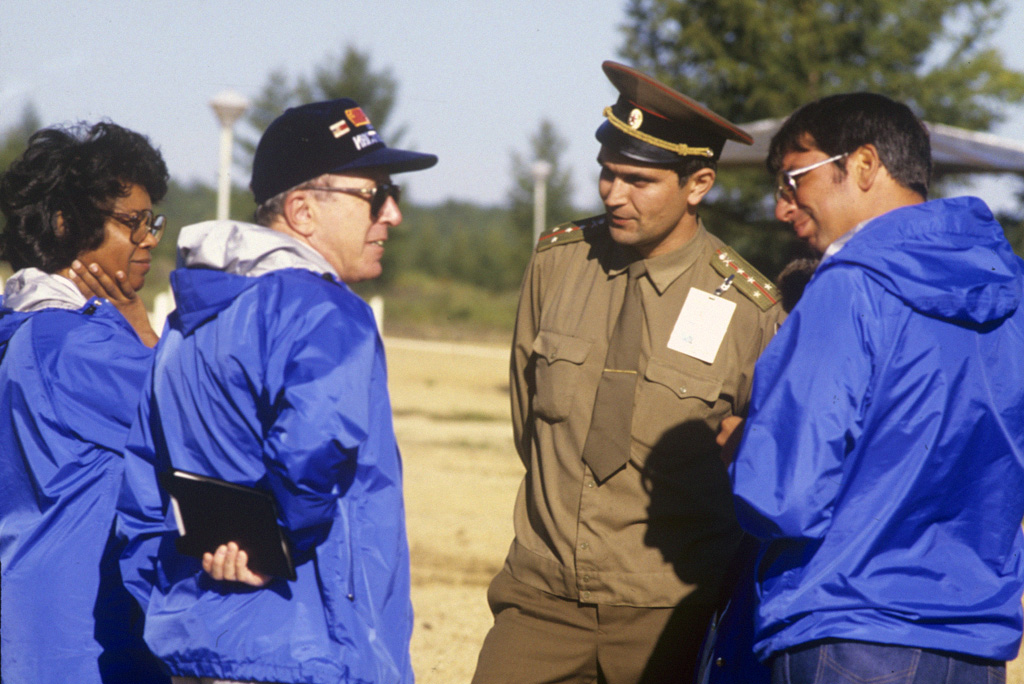
Американские военные инспекторы на ликвидации ракет РСД-10 в Читинской области, 1988 год
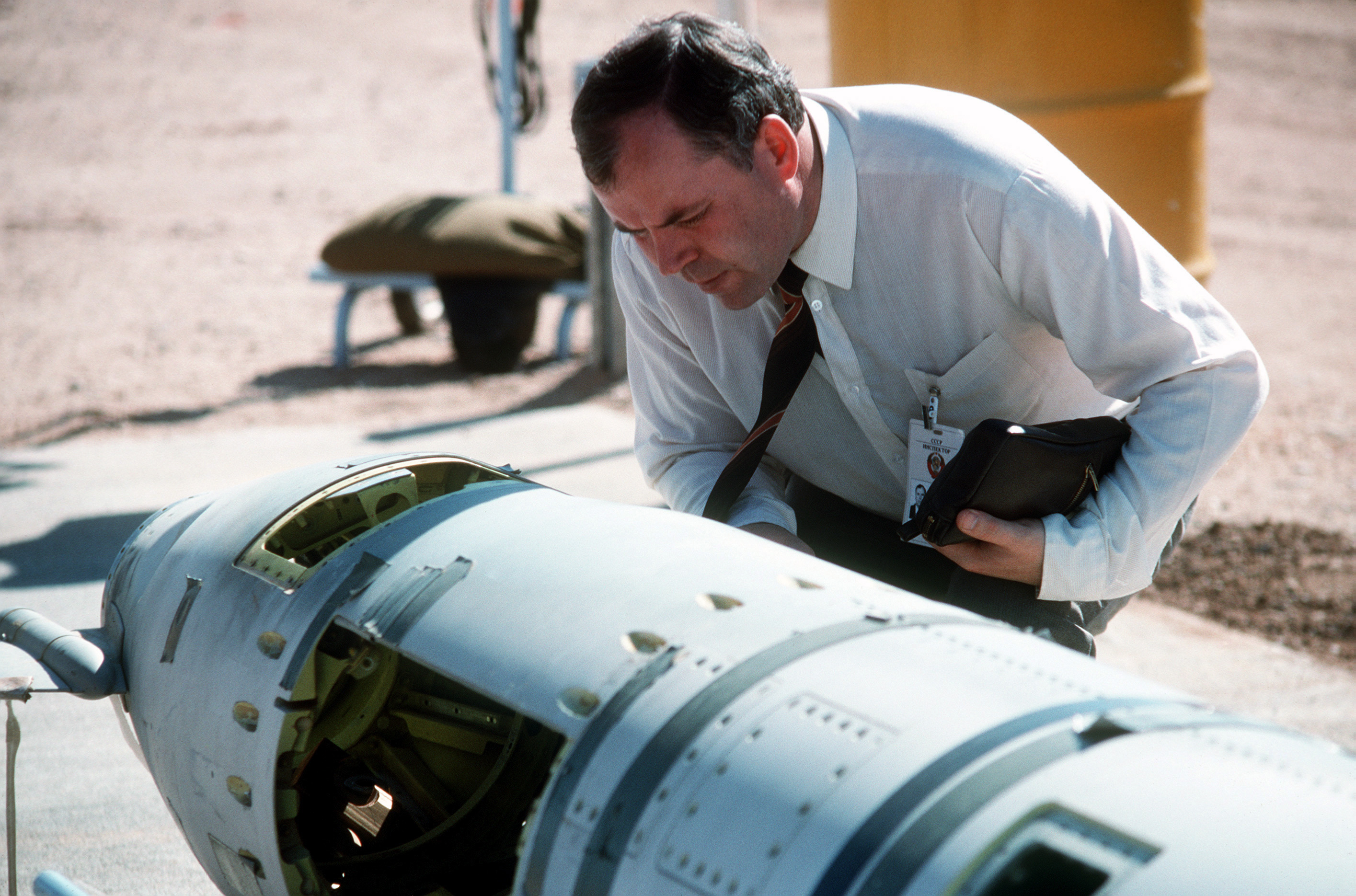
Советский инспектор изучает ракету «Томагавк» наземного базирования перед её уничтожением, октябрь 1988
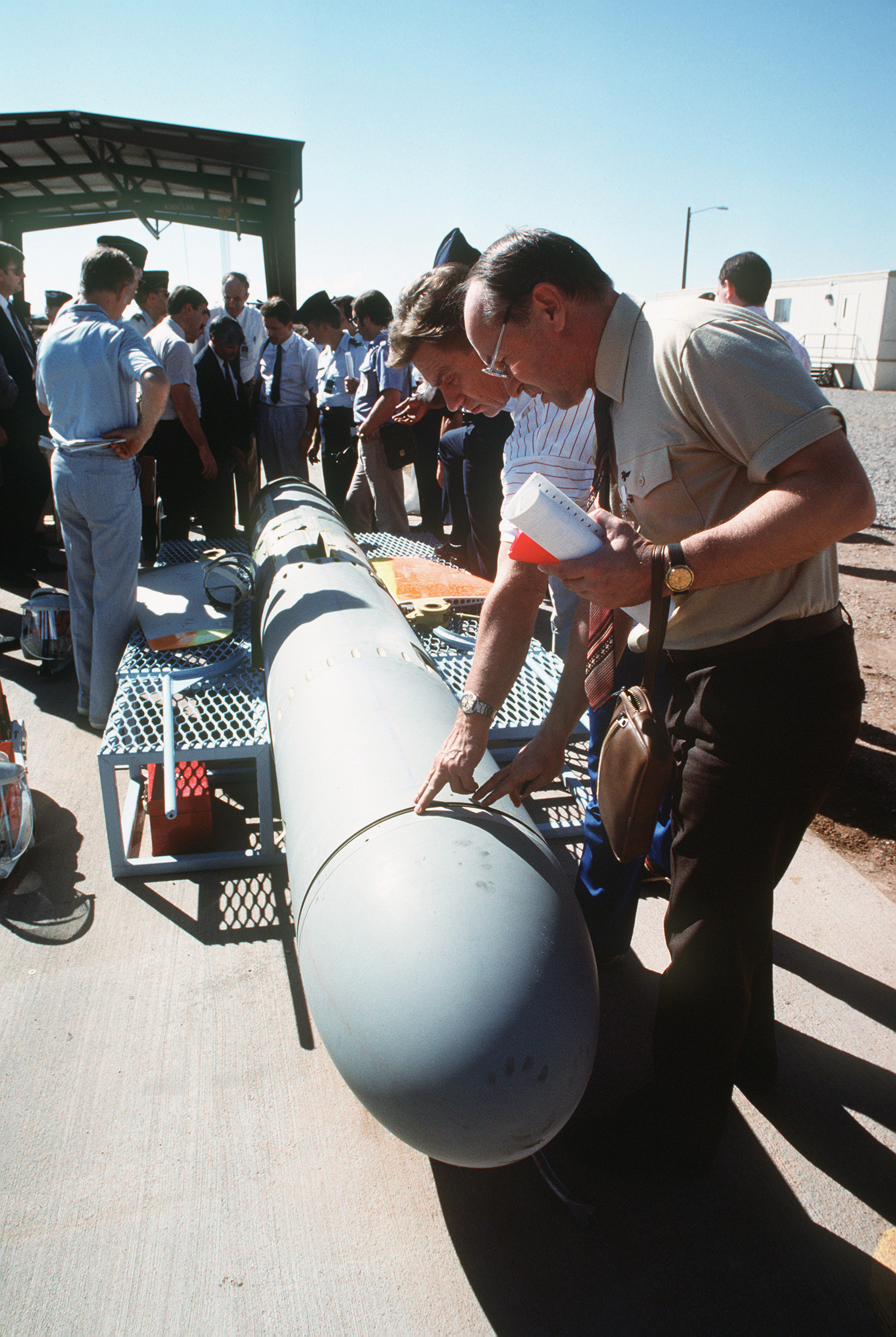
Советские инспекторы, октябрь 1988
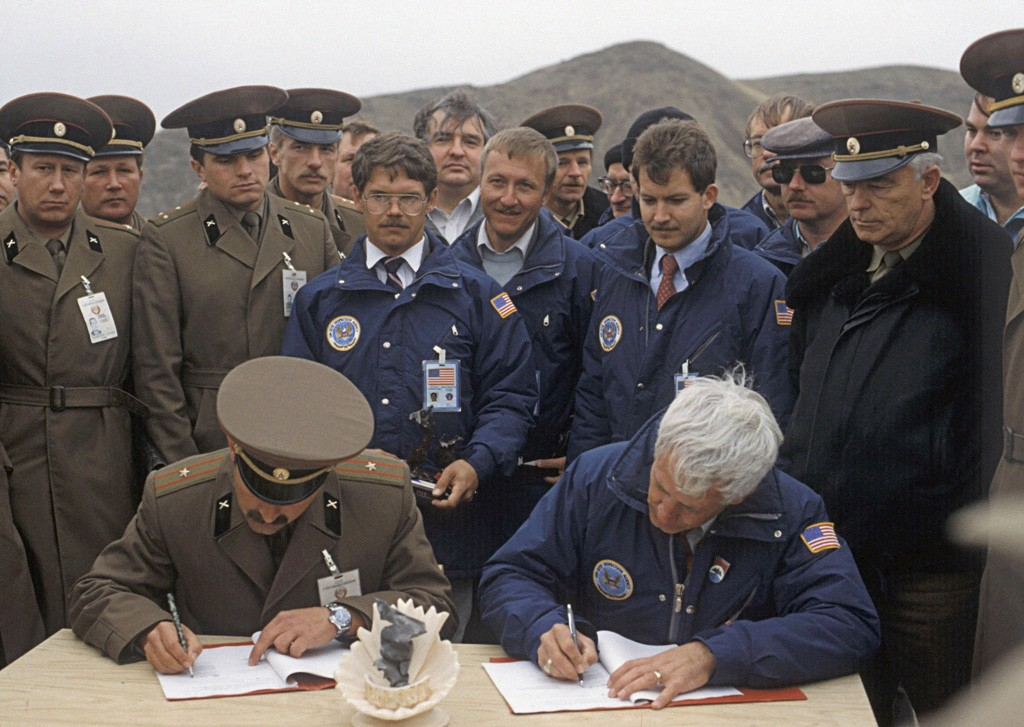
Подписание донесения об уничтожении последних ракет ОТР-23 в соответствии с Договором, Казахстан, октябрь 1989 года

## Прекращение действия Договора

### Российские претензии к США по нарушениям Договора
15 февраля 2007 года начальник Генштаба ВС России генерал армии Юрий Балуевский заявил, что Россия может начать пересмотр всей договорно-правовой системы ядерного сдерживания в ответ на размещение элементов американской системы ПРО в Восточной Европе. В частности, по его словам, Россия может в одностороннем порядке выйти из Договора о ликвидации ракет средней и меньшей дальности: «Договор … имеет бессрочный характер, но возможность выхода из него существует, если одна из сторон предоставит убедительные доказательства о необходимости выхода. Сегодня они есть: многие страны разрабатывают и совершенствуют ракеты средней дальности, а Россия, выполнив договор о РСМД, потеряла многие системы этого оружия».
Аналогичное заявление о возможном выходе России из договора о РСМД ранее (в июне 2000 года) уже делал президент России Владимир Путин в ответ на объявление США о выходе из Договора об ограничении систем ПРО.
Сергей Иванов, в бытность министром обороны России, охарактеризовал Договор о РСМД как «реликт холодной войны». Он заявлял, что Россия должна иметь на вооружении ракеты средней и меньшей дальности уже хотя бы потому, что они есть у Индии, Пакистана, Кореи, КНР, Ирана и Израиля: «Эти страны расположены недалеко от наших границ, и не учитывать этого мы не можем. Только две страны не имеют права обладать этими ракетами: Россия и США. Вечно так продолжаться не может».
В феврале 2007 года командующий РВСН ВС России генерал-полковник Николай Соловцов заявил на пресс-конференции, что Россия готова восстановить производство баллистических ракет средней дальности: «Как класс БРСД были уничтожены, но документация вся осталась, технология вся осталась. В кратчайшее время, если понадобится, производство этих комплексов будет восстановлено. Но уже с новыми технологиями, на новой элементной базе, с новой системой управления, с новыми возможностями». Это заявление было сделано в ответ на сообщения о том, что Польша и Чехия намерены принять предложение США о размещении элементов ПРО (РЛС наблюдения и ракет-перехватчиков) на их территории.
Такой подход нашёл отражение и в официальных документах — так, в Обзоре внешней политики России (2007) отмечалось: «Озабоченность вызывает ситуация, складывающаяся вокруг Договора между СССР и США о ликвидации ракет средней и меньшей дальности (РСМД). Ракеты этих двух классов были уничтожены в соответствии с Договором ещё в 1991 году, но с тех пор этому международно-правовому акту так и не было придано универсального характера. Более того, всё большее число государств, в том числе расположенных вблизи наших границ, разрабатывают и берут такие ракеты на вооружение. В этих условиях необходимо задуматься об обеспечении нашей собственной безопасности».
С точки зрения России, США нарушили Договор о РСМД, размещая в Европе пусковые установки противоракет, которые гипотетически могут быть использованы для размещения крылатых ракет, используя ракеты-мишени, сходные по характеристикам с ракетами средней и меньшей дальности наземного базирования, и наращивая производство и применение ударных беспилотных летательных аппаратов.
Модули пусковых установок вертикального пуска мк.41, уже размещённых в системе ПРО на территории Польши и Румынии, позволяют запускать не только противоракеты «Стандард 2» и «Стандард 3», но и ракеты «Томагавк» («Томагавк» — крылатая ракета средней дальности (1000—2200 км), способная нести и ядерные боеголовки).
В 2013 году США начали испытательные пуски с земли авиационной крылатой ракеты AGM-158В с дальностью действия в тысячу километров. А в декабре 2017 года президент Трамп подписал законопроект об обороне, который в числе прочих предусматривал выделение 25 млн долларов на разработку новой крылатой ракеты данного типа. С российской точки зрения, это является нарушением Договора о РСМД.
В июне 2013 года Владимир Путин на встрече с представителями ВПК РФ назвал решение СССР отказаться от ракет средней дальности «по меньшей мере спорным», а глава администрации президента Сергей Иванов заявил о возможности выхода Российской Федерации из Договора.

### Прекращение действия договора
В июле 2014 года президент США Барак Обама в письме Владимиру Путину впервые на уровне глав государств обвинил Россию в проведении испытаний крылатых ракет средней дальности, нарушающих Договор. США утверждали, что в 2008—2011 гг. Россия в нарушение Договора проводила испытания крылатой ракеты наземного базирования на дальность более 500 км (речь идёт о ракете 9М729, разработанной екатеринбургским ОКБ «Новатор» им. Люльева); по утверждению российских официальных лиц, дальность действия этой ракеты заведомо меньше 500 км).
В ноябре 2016 года в Женеве впервые с 2003 года по инициативе США было созвано заседание специальной контрольной комиссии в рамках Договора о РСМД, однако озабоченности сторон снять не удалось.
В 2017 году американские СМИ со ссылкой на источники в госструктурах США сообщили: в Вашингтоне убеждены, что запрещённая ракета уже развёрнута.
2 августа 2017 года в Конгрессе США была обсуждена возможность выхода США из Договора.
19 октября 2017 года на Валдайском форуме Владимир Путин заявил, что в случае попытки выхода США из договора о РСМД «ответ России будет мгновенным и зеркальным».
20 октября президент США Дональд Трамп объявил о намерении выйти из Договора о РСМД, по его словам — из-за «несоблюдения его условий российской стороной» и «разработки этого оружия Китаем» (который этим договором не связан).
31 октября в статье в журнале «Foreign Policy» Джон Вольфсталь (директор Группы по ядерному кризису, бывший специальный помощник президента Барака Обамы и старший директор по контролю над вооружениями и нераспространению в Совете национальной безопасности) подверг критике решение Трампа. В частности, Джон Вольфсталь утверждал, что «аннулирование этого договора сделает США и их союзников … менее защищёнными и подорвёт глобальные основы нераспространения ядерного оружия».
9 ноября 2017 года конгресс США одобрил выделение 58 миллионов долларов на разработку ракеты средней дальности наземного базирования.
26 ноября заместитель министра иностранных дел РФ Сергей Рябков заявил, что Москва считает «прямым и вопиющим нарушением ДРСМД» развёртывание США пусковых установок для управляемых ракет MK41 в составе комплексов Aegis Ashore в Европе, которые, вопреки Договору, «позволяют осуществлять боевое применение с земли крылатых ракет средней дальности „Томагавк“ и других ударных вооружений».
4 декабря госсекретарь США Майк Помпео заявил, что если Россия в течение 60 дней не прекратит нарушения Договора о РСМД, то США будут вынуждены выйти из данного соглашения.
5 декабря Владимир Путин прокомментировал заявление Помпео, напомнив, что США сначала заявили о намерении выйти из Договора и лишь после этого начали приводить обоснования своего решения, перекладывая ответственность на Россию: «Никаких доказательств нарушений с нашей стороны не предоставляется», — отметил президент РФ.
17 декабря в интервью газете «Красная звезда» командующий Ракетными войсками стратегического назначения генерал-полковник Сергей Каракаев заявил, что «влияние последствий выхода США из ДРСМД, последующего размещения американских ракет средней дальности в Европе и связанных с этим новых угроз нашей безопасности, несомненно, учитывается». Каракаев сообщил, что до конца года в войска планируется поставить около 100 новых образцов вооружения, среди которых ракетные комплексы «Ярс» стационарного и мобильного базирования. Это будет одним из ответов РФ на размещение системы ПРО США в странах Восточной Европы. По словам Каракаева, ряд военно-технических мер позволит в достаточной степени снизить эффективность перспективной системы ПРО США в Европе.
21 декабря Генассамблея ООН не приняла предложенную Россией резолюцию в поддержку «Договора о ликвидации ракет средней и меньшей дальности».
Прошедшие 15 января 2019 года в Женеве российско-американские переговоры по проблематике Договора завершились неудачей, прежде всего из-за разногласий между сторонами в части претензий к российской ракете 9М729.
23 января Минобороны и МИД РФ пригласили иностранных военных атташе и журналистов на брифинг, где впервые были раскрыты некоторые тактико-технические характеристики крылатой ракеты наземного базирования 9М729, продемонстрирована пусковая установка и транспортно-пусковой контейнер. Представители США и военные целого ряда других стран — членов НАТО и ЕС приглашение проигнорировали. Официальный представитель посольства США в РФ Андреа Калан сообщила «Интерфаксу»: «США и большинство наших союзников по НАТО отказались от посещения этого брифинга, в котором все мы увидели лишь очередную попытку скрыть нарушение и создать видимость транспарентности».
1 февраля 2019 года президент США Дональд Трамп объявил о начале процедуры выхода из Договора. «Россия слишком долго безнаказанно нарушала договор РСМД, скрытно разрабатывая и развёртывая запрещённую ракетную систему, которая представляет собой прямую угрозу нашим союзникам и войскам за рубежом. Завтра США прекратят свои обязательства по договору РСМД и начнут процесс выхода из ДРСМД, который завершится через 6 месяцев, если Россия не вернётся к соблюдению, уничтожив все свои ракеты, установки и связанное с ними оборудование, нарушающие договор», — заявил Трамп.
2 февраля президент РФ Владимир Путин объявил, что Россия в ответ на действия США также приостанавливает участие в Договоре: «Американские партнёры … объявили о том, что они занимаются НИР, НИОКР и опытно-конструкторскими работами, и мы будем делать то же самое». При этом Путин потребовал более не инициировать переговоры с США по разоружению: «Подождём, пока наши партнёры созреют для того, чтобы вести с нами равноправный, содержательный диалог по этой важнейшей тематике — и для нас, и для наших партнёров, да и для всего мира».
2 февраля Министерство обороны РФ заявило, что США начали подготовку к производству ракет, запрещённых Договором, за два года до того, как объявили о выходе из ДРСМД: «По имеющимся в Минобороны России неопровержимым данным, уже с июня 2017 года на предприятии военно-промышленной корпорации Raytheon в городе Тусон, штат Аризона, стартовала программа расширения и модернизации производственных мощностей в целях создания запрещённых договором ДРСМД ракет средней и меньшей дальности». За последние два года площадь этого крупнейшего в США предприятия по производству ракетного оружия увеличилась на 44 %, а численность персонала выросла на 2 тыс. человек.
5 февраля министр обороны РФ Сергей Шойгу на селекторном совещании в министерстве заявил, что в 2019—2020 годах, в ответ на решение США приостановить выполнение ДРСМД, предстоит разработать наземный вариант комплекса морского базирования «Калибр» с крылатой ракетой большой дальности. В эти же сроки предстоит создать наземный ракетный комплекс с гиперзвуковой ракетой большой дальности.
7 февраля министерство обороны РФ, ознакомившись с содержанием ноты Госдепартамента США о приостановлении участия американской стороны в Договоре о РСМД и начале процедуры выхода из него, отвергло «необоснованные утверждения о нарушении Россией своих обязательств по данному договору» и, в свою очередь, обвинило США в том, что они не предпринимали необходимых действий по устранению ими нарушения собственных обязательств по Договору. В связи с этим министерство обороны РФ предложило американской стороне в период до прекращения срока действия Договора вернуться к его выполнению и «принять необходимые меры по возвращению к неукоснительному соблюдению Договора путём уничтожения» нескольких типов ракет и военной техники:
- развёрнутых на суше универсальных пусковых установок Мҡ-41, разработанных для проведения запуска крылатых ракет Tomahawk;
- ракет-мишеней, аналогичных по своим характеристикам баллистическим ракетам наземного базирования средней и меньшей дальности;
- ударных беспилотных летательных аппаратов, подпадающих по своим характеристикам под определение предусмотренного в Договоре термина «крылатая ракета наземного базирования»[45].

8 февраля миссия США при НАТО заявила, что система противоракетной обороны Aegis Ashore «полностью соответствует обязательствам США по Договору РСМД» и способна запускать «только оборонительные ракеты-перехватчики», которые, в свою очередь, не подпадают под действие Договора. По мнению американской стороны, не нарушают Договор и американские ударные БПЛА: «ДРСМД не ставит никаких ограничений на разработку, испытания и применение многократно используемых вооружённых дронов. По мнению США, термин „ракета“, который используется в Договоре, применим только к одноразовым изделиям».
20 февраля президент РФ Владимир Путин в своём послании Федеральному собранию заявил, что в случае размещения американских ракет средней дальности в Европе Россия будет вынуждена развернуть средства, в сфере досягаемости которых будут как территории, где будут размещены эти ракеты, так и территории, где находятся центры принятия решений об их применении (то есть США). При этом подлётное время российских ракет будет адекватно подлётному времени американских, которое Путин оценил в 10-12 минут. Российский президент подчеркнул, что Россия не собирается первой размещать в Европе ракеты средней и меньшей дальности.
4 марта Владимир Путин подписал указ о приостановлении Россией выполнения Договора о ликвидации ракет средней и меньшей дальности (ДРСМД), в то же время в комментарии к данному указу Владимир Путин отметил, что Россия не планирует размещать подпадающие под действие ДРСМД ракеты на пограничных территориях. 3 июля В. Путин подписал федеральный закон 	№ 156-ФЗ «О приостановлении Российской Федерацией действия Договора»
В ночь с 1 на 2 августа экс-президент СССР Михаил Горбачёв выступил с заявлением, где отметил, что прекращение действия Договора о ликвидации ракет средней и меньшей дальности ведёт к разрушению принципов стратегической стабильности и новой гонке вооружений.
2 августа 2019 года США официально вышли из Договора. В тот же день о выходе из Договора подтвердила и Россия, подчеркнув, «что соглашение утратило свою силу по инициативе американской стороны». 5 августа Владимир Путин выступил с заявлением в связи с односторонним выходом США из Договора о ликвидации ракет средней и меньшей дальности.

## Международная реакция
Комментируя прекращение действия Договора о РСМД, власти различных стран и руководители организаций предупреждали об опасностях, которыми это грозит. Большинство комментариев касалось возможного начала новой гонки вооружений. При этом союзники США в развале Договора обвиняли Россию, тогда как Китай и Иран заняли сторону России, призвав США «придерживаться своих обязательств». Китай ещё раньше заявлял, что не заинтересован в заключении трёхсторонних договорённостей по контролю над ракетами средней и меньшей дальности, предложенных США.
2 августа 2019 года генеральный секретарь НАТО Йенс Столтенберг заявил, что НАТО не намерено разворачивать в Европе новые наземные ядерные ракеты. В то же время CNN со ссылкой на анонимного представителя Пентагона сообщило, что обсуждение и выбор вариантов развёртывания этих ракет ещё предстоит провести. По его словам, при этом будут рассматриваться «выгодные с военной точки зрения позиции, откуда ракеты смогли бы преодолеть российские линии обороны и достичь портов страны, военных баз и критически важной инфраструктуры». В МИД РФ напомнили: «Мы уже ввели односторонний мораторий и не будем развёртывать наземные ракеты средней и меньшей дальности, если у нас такие появятся, в тех регионах, где не будут размещаться американские РСМД». Однако в НАТО и США не намерены присоединяться к «мораторию на размещение ракет».
4 августа 2025 года МИД РФ заявил о том, что Россия больше не считает себя связанной самоограничениями на развертывание ракет средней и меньшей дальности наземного базирования. По информации ведомства, РФ несколько лет прилагала ряд усилий по сдерживанию в данной сфере, несмотря на выход из ДРСМД США, но страны Запада и Соединенные Штаты начали открытое развертывание РСМД в различных точках мира, а инициативы Москвы не встретили взаимности. Дальнейшие решения Кремля, согласно заявлению МИД, будут приниматься на основе «общего развития ситуации в области стратегической стабильности».   

## Последствия развала ДРСМД
Министр обороны США Марк Эспер заявил, что США начинают испытания наземных стационарных и мобильных крылатых и баллистических ракет средней дальности, ранее запрещённых договором.
13 августа 2019 года агентство «Ассошиэйтед Пресс» со ссылкой на высокопоставленного американского дипломата сообщило, что США ведут консультации о размещении в странах Азиатско-Тихоокеанского региона ракет, которые ранее были запрещены Договором.
18 августа США провели первые испытания, в ходе которых с наземной пусковой установки была запущена крылатая ракета средней дальности Томагавк, успешно поразившая цель на расстоянии 500 км; таким образом, США впервые на деле реализовали свой выход из договора по РСМД. 
Президент России Владимир Путин заявил, что проведённые испытания свидетельствуют о том, что «американцы с самого начала вели дело к подрыву Договора о ракетах средней и меньшей дальности».
23 августа на совещании с постоянными членами Совбеза РФ президент Владимир Путин дал поручение разработать ответ на проведённое США испытание, заявив: 
Использование в ходе испытания универсальной пусковой установки Мҡ-41 полностью подтверждает обоснованность тех претензий, которые российская сторона высказывала США в период действия договора о РСМД. Мы неоднократно указывали на то, что размещение американцами таких установок на суше, на базе ПРО в Румынии, и их предстоящее размещение в Польше являются прямым и существенным, грубым нарушением Договора. Американцы это упорно отвергали, утверждая, что наземные Мҡ-41 якобы не способны производить пуски крылатых ракет морского базирования Tomahawk. Теперь факт нарушения налицо. Как нам теперь понять, что будет размещаться в Румынии и Польше? Системы противоракетной обороны или ракетные ударные комплексы достаточно большой дальности?
Путин поручил Минобороны, МИДу и другим ведомствам «проанализировать уровень угрозы, создаваемой действиями США, и принять исчерпывающие меры по подготовке симметричного ответа». Как ранее заявляли в Минобороны РФ, речь, в частности, может идти об испытании наземной версии крылатой ракеты «Калибр».
18 сентября Владимир Путин обратился с письмом к странам НАТО, предложив ввести мораторий на размещение ракет средней и меньшей дальности (РСМД). В послании Путина, в частности, говорилось: 
Россия уже объявила о своём решении не размещать ракеты средней и меньшей дальности в Европе или других регионах, пока от этого будут воздерживаться американцы. Призвали США и их союзников взять на себя аналогичные обязательства, однако встречной заинтересованности пока не наблюдаем. Призываем вас поддержать наши усилия, выступив в пользу объявления в рамках НАТО моратория на развёртывание РСМД наземного базирования, аналогичного тому, которое объявила Россия.
Путин сразу заявил, что Россия готова договариваться со странами НАТО о верификационных мерах. В своих публичных заявлениях, однако, представители структур НАТО и государств—членов альянса подвергли критике российскую инициативу, настаивая на том, что Россия уже нарушила заявленный мораторий, поскольку, с точки зрения НАТО, российская крылатая ракета наземного базирования 9М729 (SSC-8) нарушала Договор о РСМД, а Россия уже развернула эти ракеты.
12 декабря 2019 года США провели вторые испытания. Представитель Пентагона заявил, что «ВВС США совместно с Управлением стратегических возможностей провели испытания прототипа специально сконструированной баллистической ракеты наземного базирования с авиабазы Ванденберг в Калифорнии. Испытательная ракета успешно стартовала и приземлилась в открытом океане, пролетев более 500 км».
26 октября 2020 года В. Путин выступил с предложением о взаимном отказе от ракет средней и меньшей дальности в условиях прекращения действия Договора:
В частности, речь могла бы идти о мерах проверки в отношении комплексов «Иджис Эшор» с пусковыми установками Мк‑41 на базах США и НАТО в Европе, а также ракет 9М729 на объектах ВС РФ в Калининградской области. Целью верификационных мероприятий стало бы подтверждение отсутствия на охваченных договорённостями объектах наземных РСМД, а также вооружений, по характеристикам и классификации которых стороны не смогли договориться (российская ракета 9М729). Оставаясь приверженной последовательной позиции о полном соответствии ракеты 9М729 требованиям ранее действовавшего Договора о РСМД, Российская Федерация тем не менее готова и дальше не предпринимать развёртывания на европейской части территории страны ракет 9М729, но только при условии встречных шагов со стороны стран НАТО, исключающих размещение в Европе вооружений, ранее запрещённых по Договору о РСМД. Призываем также все заинтересованные страны к поиску схем поддержания стабильности и предотвращения ракетных кризисов в мире без Договора о РСМД применительно к Азиатско‑Тихоокеанскому региону.
Из коммюнике, принятого на саммите НАТО в июне 2021 года, следует, что лидеры НАТО не готовы обсуждать предложение Путина о введении моратория на размещение любых ракет средней и меньшей дальности наземного базирования в Европе. В коммюнике сказано, что оно «не заслуживает доверия и неприемлемо».
«Предложение России о моратории несовместимо с односторонним и продолжающимся развёртыванием РФ таких систем на европейском континенте и не помешает России создавать такие ракеты за пределами её европейской части», — говорится в тексте.
По оценкам российских политических экспертов, выход американцев из Договора о ликвидации ракет средней и меньшей дальности (ДРСМД) подорвал доверие, а также показал, что надежности во взаимодействии России и США в вопросах стратегической стабильности нет. Все вместе это несет дополнительные долгосрочные и среднесрочные риски.
12 августа 2021 года Минобороны США сообщило о создании нового подразделения межвидовой оперативной группы (Multi-Domain Task Force, MDTF). Главой командования назначен генерал Стивен Мараниан. Это будет воссозданное 56-е командование полевой артиллерии.
8 декабря 2022 года по сообщению Рейтер, официальный представитель МИД России Мария Захарова заявила, что решение США о выходе из договора о ликвидации ракет средней и меньшей дальности, принятое в августе 2019 года было деструктивным. По её словам, договор смог обеспечить предсказуемое сдерживание в ракетной сфере на многие годы вперед. Заявление было сделано во время специального выступления по случаю 35-й годовщины подписания договора президентом США Рональдом Рейганом и генеральным секретарем ЦК КПСС Михаилом Горбачевым в 1987 году.
В мае 2024 года МИД РФ выступил с заявлением, где говорилось о том, что Россия активизирует доработку и приступает к производству наземных комплексов средней и меньшей дальности, ранее запрещенных договором о ликвидации ракет средней и меньшей дальности. Согласно утверждению ведомства, Вашингтон размещает по всему миру наземные комплексы РСМД, что, по его мнению, указывает на то, что США и их союзники производят и испытывают данные типы вооружений.
28 июня 2024 года Путин заявил о необходимости в ответ на действия США с системами РСМД и их размещению за пределами своих границ, начать производство ракет средней и малой дальности в России.
10 июля 2024 года США заявили о планах с 2026 года начать размещение в Германии ракет SM-6, крылатых ракет Tomahawk и гиперзвуковых ракет LRHW (дальность — более 3000 км). Наблюдатели отмечают, что эти планы являются резким изменением политики Германии в отношении ракет средней дальности, вызванным уроками российско-украинской войны.
В апреле 2024 года президент Франции Эммануэль Макрон призвал страны Европы развивать собственные средства нанесения удара средней дальности. 12 июля 2024 года Франция, Германия, Италия и Польша заявили о намерениях по разработке крылатой ракеты с дальностью поражения более 1000 км.. Многие европейские страны уже используют ракеты средней дальности морского и авиационного базирования: Финляндия, Германия, Голландия и Польша закупают в США высокоточные крылатые ракеты AGM-158 JASSM, вооружая ими истребители F-35; ВМФ Голландии закупает «Томагавки» для установки на кораблях и подлоках.
28 июля 2024 года Владимир Путин сообщил, что в случае реализации этих планов, в зоне досягаемости ракет НАТО окажутся важные объекты на российской территории. Подлетное время сократится до 10 минут. В таком случае Россия, по словам Путина, будет считать себя свободной от моратория на развёртывание ударных средств СРМД, включая береговые войска ВМФ.
21 ноября 2024 года осуществлено первое применение БРСД «Орешник» по заводу Южмаш в Днепропетровске.
4 августа 2025 года МИД России распространил заявление об отказе России от одностороннего моратория на развёртывание ракет средней и меньшей дальности наземного базирования. Как отмечалось в заявлении ведомства, предостережения России проигнорированы зарубежными странами, и ситуация развивается в сторону размещения американских ракет. Поэтому Россия больше не считает себя связанной ранее принятыми самоограничениями.
Роль Украины
С началом российско-украинской войны Украина стала наиболее активным европейским пользователем ракет средней дальности. Украина имеет собственное производство как небольших дронов, так и баллистических ракет, пригодных для удара по объектам в глубине российской территории. В августе 2024 года прошли испытания баллистической ракеты Гром-2. Европейские производтели сотрудничают с Украиной в производстве дронов. Ожидается, что это сотрудничество распространится и на производство ракет средней дальности, наподобие той, что 18 сентября предположительно поразила склад боеприпасов в Торопце на расстоянии 500 км от украинской границы.

### Комментарии
1. ↑  Большую роль в достижении договоренности сыграли данные секретные, предоставленные американской стороне исполняющим обязанности резидента КГБ В Лондоне Олегом Гордиевским[5]
2. ↑  Официальные представители Германии отмечают размещение в Калининграде российских баллистических ракет «Искандер», способных нести как обычные, так и ядерные боеголовки. Ракеты широко применяются на Украине[74].
3. ↑  Это предположение высказал Fabian Hinz — сотрудник британского исследовательского центра «Международный институт стратегических исследований», IISS [74].